# Sadyci

Najdalszy zasięg panowania Sadytów

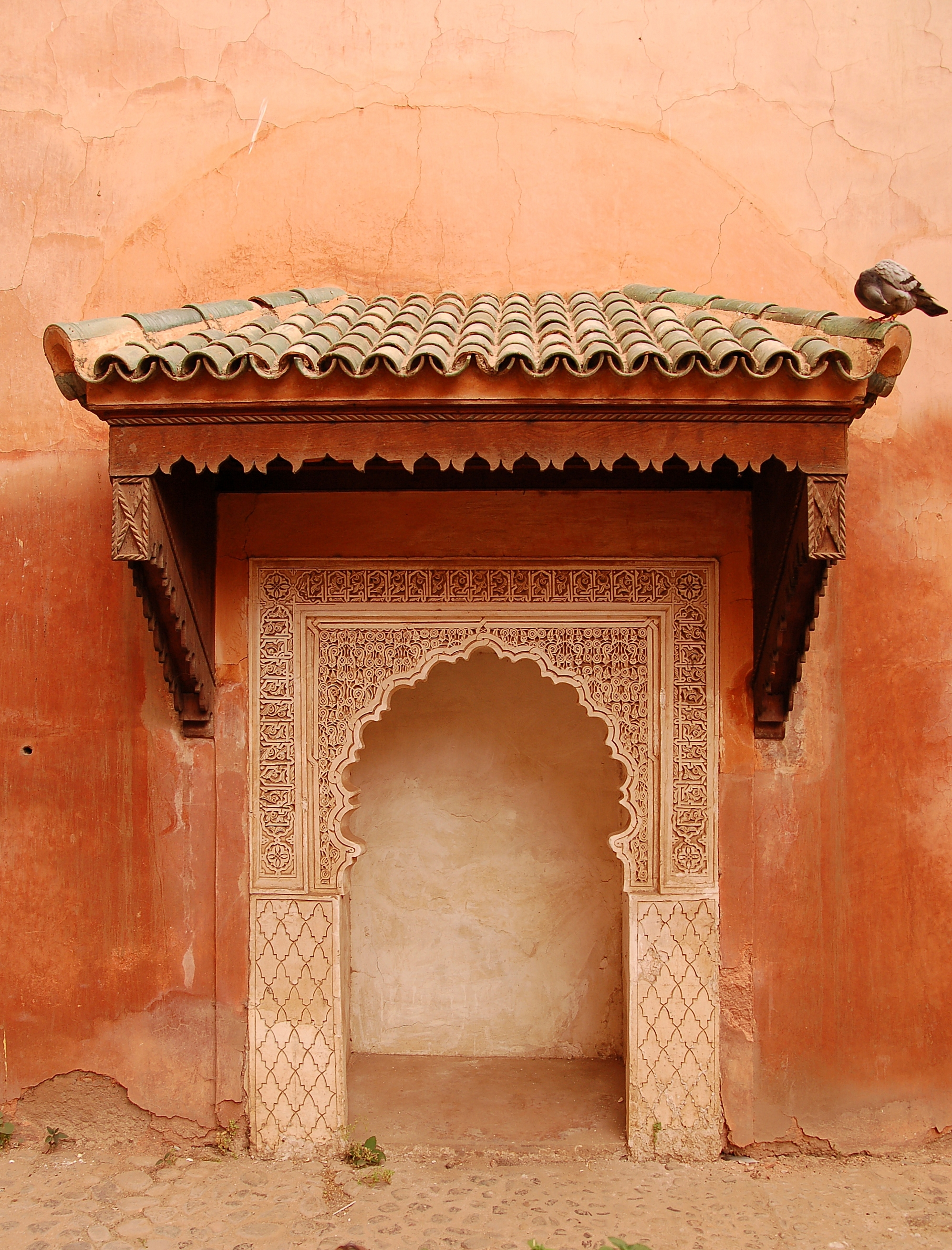
Nekropola Sadytów w Marrakeszu

Sadyci, Saadyci (arab. السعديون, As-Saʿdiyyūn) – arabska dynastia szarifijska, pochodzenia marabuckiego, panująca w Maroku w latach 1549–1659. Nazywali siebie Hasanidami (od Hasana, wnuka Proroka Mahometa), ale w historiografii przyjęło się miano nadane im w XVII wieku przez ich wrogów i następców, Alawitów, twierdzących, że wywodzą się oni zaledwie od Halimy as-Sadijji, mamki Proroka.
Sadyci zjednoczyli Maroko po trwającym od drugiej połowy XIV wieku rozbiciu dzielnicowym. Zreformowali administrację oraz podatki, utworzyli nowoczesną armię wyposażoną w broń palną i artylerię oraz flotę wojenną.
Oparli się zbrojnie Turcji, zlikwidowali większość enklaw portugalskich na wybrzeżu. Pod Al-Kasr al-Kabir pobili wojska portugalskie w 1578 roku, podbili Sudan Zachodni (państwo Songhaj) w 1591 roku, rozwinęli w południowym Maroku na niespotykaną w jego dziejach skalę uprawę trzciny cukrowej oraz produkcję cukru z przeznaczeniem na eksport do Europy. Kres ich potędze położyła wielka epidemia dżumy w latach 1597–1608.

## Władcy z dynastii Sadytów
Do 1549 roku dynastia szejków o lokalnej władzy w południowym Maroku
- Abu Abdullah Muhammad I al-Kaim (1509–1517)
- Ahmad al-Aradż (1517–1544) – wspólnie z Muhammadem asz-Szajchem
- Muhammad asz-Szajch (1517–1557) – do 1544 wspólnie z Ahmadem al-Aradżem. Od 1549 jako sułtan całego Maroka.

Sułtani Maroka:
- Muhammad asz-Szajch (1549–1554) (po raz pierwszy)
- Abu Hassun ibn Muhammad z dynastii Wattasydów (1554)
- Muhammad asz-Szajch (1554–1557) (po raz drugi)
- Abdullah al-Ghalib (1557–1574)
- Abu Abdullah Muhammad II (1574–1576)
- Abu Marwan Abd al-Malik I (1576–1578)
- Ahmad I al-Mansur (1578–1603)
- Abu Faris Abd Allah (1603–1608) - w części Maroka (walki o sukcesję)

Od 1608 roku dynastia podzielona na dwie linie o lokalnej władzy:
| Linia z Fezu:                                                                                    | Linia z Marrakeszu: |
| - Muhammad asz-Szajch al-Mamun (1604–1613) - Abd Allah II (1613–1623) - Abd al-Malik (1623–1627) | - Zajdan Abu Mali (1603–1627) - Abu Marwan Abd al-Malik II (1627–1631) - Al-Walid ibn Zajdan (1631–1636) - Muhammad asz-Szajch as-Saghir (1636–1655) - Ahmad al-Abbas (1655–1659) |